# Colin Calderwood
Colin Calderwood (Stranraer, 20 gennaio 1965) è un allenatore di calcio ed ex calciatore scozzese, di ruolo difensore.

## Palmarès

### Giocatore

#### Club

##### Competizioni nazionali
- Football League Two: 1

Swindon Town: 1985-1986
- Football League Championship: 1

Swindon Town: 1992-1993
- Coppa di Lega inglese: 1

Tottenham: 1998-1999